# Microtyphlus
Microtyphlus is een geslacht van kevers uit de familie van de loopkevers (Carabidae). De wetenschappelijke naam van het geslacht is voor het eerst geldig gepubliceerd in 1863 door Linder.

## Soorten
Het geslacht Microtyphlus omvat de volgende soorten:
- Microtyphlus alegrei (Espanol & Colas, 1985)
- Microtyphlus aurouxi Espanol, 1966
- Microtyphlus bateti Hernando, 2000
- Microtyphlus canovasae Toribio & Beltran, 1993
- Microtyphlus charon Ortuño & Sendra, 2011
- Microtyphlus comasi (J. Vives, Escola & E. Vives, 2002)
- Microtyphlus fadriquei (Espanol, 1999)
- Microtyphlus fideli Vinolas & Escola, 1999
- Microtyphlus ganglbaueri (Breit, 1908)
- Microtyphlus infernalis Ortuño & Sendra, 2010
- Microtyphlus jusmeti (Espanol, 1971)
- Microtyphlus menorquensis Coiffait, 1961
- Microtyphlus saxatilis Magrini, Leo & Fancello, 2004
- Microtyphlus schaumi (Saulcy, 1863)
- Microtyphlus serratensis Coiffait, 1958
- Microtyphlus strupii (Meschnigg, 1944)
- Microtyphlus torressalai Coiffait, 1958
- Microtyphlus virgilii (J. Vives, Escola & E. Vives, 2002)
- Microtyphlus xaxarsi (Zariquiey, 1919)
- Microtyphlus zariquieyi (Bolivar y Pieltain, 1916)